# Сарыарка (хоккейный клуб)
«Сарыарка́» (каз. Saryarqa — «жёлтый хребет», по названию степи в Центральном Казахстане) — карагандинский хоккейный клуб. Создан 25 июля 2006 года акиматом Карагандинской области и департаментом физкультуры и спорта.
Чемпион ВХЛ сезонов 2013/2014 и 2018/2019 и обладатель кубка «Братина» и Петрова. Финалист Кубка Братины 2012/2013. Победитель Кубка Открытия ВХЛ 2014/15. Победитель Регулярного Чемпионата ВХЛ 2012/13 и 2014/15. Чемпион Казахстана (ОЧРК) в сезонах 2009/2010, 2020/2021, 2021/2022.

## История
Новый (помимо  «Казахмыса», существовавшего в 2006—2011 годах; а в 2011—2012 годах имелась молодёжная команда «Казахмыс») карагандинский хоккейный клуб «Сарыарка» был организован в августе 2006 года по инициативе и под руководством акима Карагандинской области Нурлана Нигматулина, который собрал команду профессиональных игроков, сумевших в первом же сезоне Всероссийского соревнования по хоккею среди команд 1-й лиги (дивизион «Сибирь-Дальний Восток») занять третье место.
Команда «Сарыарка» выступала как в чемпионате Казахстана, так и в первенстве России, среди команд Первой лиги дивизиона «Сибирь — Дальний Восток». В сезоне 2008—2009 выступала в Высшей лиге чемпионата России в Восточном дивизионе.
В 2009 году при инициативе Президента Республики Казахстан было принято решение о проведении первого полноценного национального чемпионата по хоккею с шайбой среди мужских команд. Золотые медали завоевала карагандинская «Сарыарка».
Сезоны 2009/2010, 2010/2011 и 2012/2012 команда проводит в возрождённом первенстве Казахстана.
В августе 2011 года при ХК «Сарыарка» была создана молодёжная команда для выступления в Chevrolet Первенстве Молодежной Хоккейной Лиги.
1 декабря 2011 года председатель Областной Федерации по хоккею с шайбой Серик Ахметов подписал документы, необходимые для начала процедуры вступления ХК «Сарыарка» в Континентальную Хоккейную Лигу. Однако в КХЛ команда принята не была, и «жёлто-синие» решили заявиться в Высшую хоккейную лигу. В конце мая 2012 года заявка была удовлетворена, и «Сарыарка» стала участником чемпионата ВХЛ.
В первом же сезоне в Высшей хоккейной лиге команда выступила блестяще, став 21 февраля 2013 года досрочно победителем регулярного чемпионата. Выйдя в плей-офф розыгрыша «Братины», команда прошла в первом раунде «Дизель» (3:0), во втором — «Молот-Прикамье»(4:2) и в третьем — «Ариаду-Акпарс» (4:1). В финале, в упорной борьбе, со счётом 3:4 «Сарыарка» уступила нефтекамскому «Торосу».
В дебютном для «Сарыарки» сезоне ВХЛ 2012/2013 г. было установлено беспрецедентное достижение: с 31 октября 2012 года по 14 января 2013 года в регулярном чемпионате команде удалось выиграть в 23 матчах подряд. В следующем сезоне карагандинцы установили новый рекорд: на этот раз было одержано 12 побед подряд в плей-офф розыгрыша кубка «Братина». При этом 10 побед кряду случились в основное время, что также является рекордом.
Клуб стал чемпионом ВХЛ сезона 2018/19. В финальной серии Кубка Петрова с общим результатом 4-1 победил тюменский «Рубин».
Для «Сарыарки» это чемпионство стало вторым в ВХЛ. Первый титул команда завоевала в сезоне 2013/14, когда в решающей серии также победила «Рубин». За сезон до этого карагандинцы, которые были дебютантами в лиге, уступили в финале «Торосу».

## Достижения
Чемпионат Казахстана
- Чемпион ОЧРК (3): 2009/2010, 2020/2021, 2021/2022
- Победитель регулярного чемпионата (3): 2009/2010, 2010/2011, 2021/2022
- Серебро ОЧРК (1): 2020/2021
- Бронза ОЧРК (2): 2010/2011, 2011/2012, 2023/2024

Кубок Казахстана
- Обладатель (3): 2020, 2021, 2022
- Финалист (3): 2008, 2010, 2011

 Континентальный Кубок
- Континентального кубка ИИХФ; 2022

Чемпионат России (ВХЛ)
- Чемпион ВХЛ (2): 2013/2014, 2018/2019
- Победитель регулярного чемпионата ВХЛ (2): 2012/2013, 2014/2015
- Финалист ВХЛ (1): 2012/2013
- Бронза ВХЛ (1) : 2014/2015[6]
- Обладатель Кубок Открытия (1): 2014/2015
- Финалист Кубок Открытия (2): 2013/2014, 2019/2020
- Чемпион 1лига Россия (1): 2007/2008
- Бронза 1лига Россия (1): 2006/2007